# Ернст Гехлер
Ернст Гехлер (нім. Ernst Hechler; 21 листопада 1907, Лаутербах — 23 жовтня 1965, Альцай) — німецький льотчик і офіцер-підводник, корветтен-капітан крігсмаріне. Кавалер Лицарського хреста Залізного хреста.

## Біографія
1 квітня 1929 року вступив на флот. Служив на легкому крейсері «Кенігсберг», інструктором військово-морського училища в Мюрвіку. В травні 1935 року переведений в бомбардувальну авіацію, командував ескадрильєю, займав різні командні посади; брав участь в понад 60 бойових вильотах. У липні 1943 року перейшов в підводний флот. 3 лютого 1944 року призначений командиром підводного човна U-870, на якій зробив 1 похід тривалістю 103 дні, під час якого потопив 4 кораблі загальною водотоннажністю 13 804 тонни і пошкодив 1 корабель водотоннажністю 1400 тонн.
| Дата           | Назва корабля                         | Тип                  | Тоннаж | Вантаж                           | Екіпаж | Загинули | Країна             | Конвой |
| -------------- | ------------------------------------- | -------------------- | ------ | -------------------------------- | ------ | -------- | ------------------ | ------ |
| 20 грудня 1944 | USS Fogg (DE57) (пошкоджений)         | Ескортний міноносець | 1,400  |                                  | 216    | 15       | США                |        |
| 20 грудня 1944 | USS LST-359                           | LST                  | 1,625  |                                  | 107    | 2        | США                |        |
| 3 січня 1945   | Henry Miller (безповоротно втрачений) | Торговий пароплав    | 7,207  | Баласт (1000 тонн залізної руди) | 72     | 0        | США                | GUS-63 |
| 9 січня 1945   | FFL L´Enjoue (W44)                    | Корвет               | 335    |                                  | ?      | ?        | Франція            | GC-107 |
| 10 січня 1945  | Blackheath (безповоротно втрачений)   | Торговий пароплав    | 4,637  | Військове спорядження            | 51     | 0        | Британська імперія | KMS-76 |

30 березня 1945 року човен Гехлера був знищений в Бремені під час нальоту американської авіації. У квітні-травні 1945 року — 1-й Адмірал-офіцер в оперативному відділі штабу командувача підводним флотом.

## Звання
- Кандидат в офіцери (1 квітня 1929)
- Морський кадет (10 жовтня 1929)
- Фенріх-цур-зее (1 січня 1931)
- Оберфенріх-цур-зее (1 квітня 1933)
- Лейтенант-цур-зее (1 жовтня 1933)
- Оберлейтенант (1 травня 1935)
- Гауптман (1 березня 1941)
- Майор (1 вересня 1941)
- Корветтен-капітан (1 липня 1943)

## Нагороди
- Нагрудний знак пілота (30 липня 1935)
- Комбінований Знак Пілот-Спостерігач (21 листопада 1935)
- Медаль «За вислугу років у Вермахті» 4-го класу (4 роки; 2 жовтня 1936)
- Медаль «У пам'ять 1 жовтня 1938» (20 серпня 1939)
- Залізний хрест
  - 2-го класу (23 травня 1940)
  - 1-го класу (25 жовтня 1940)
- Авіаційна планка бомбардувальника
  - в сріблі (15 березня 1941)
  - в золоті (15 липня 1941)
- Лицарський хрест Залізного хреста (21 лютого 1945)
- Нагрудний знак підводника (27 лютого 1945)
- Фронтова планка підводника в бронзі (27 лютого 1945)